# ヴィレ・カンテ
ヴィレ・カンテ（Ville Valtteri Kantee、1978年12月8日 - ）は、フィンランド、キュミ州南カルヤラ県ヨウツセノ出身の元スキージャンプ選手。1990年代中盤から2000年代中盤にかけて活躍した。

## プロフィール
ヴィレ・カンテは8歳の時スキージャンプを始め、1994年にはクオピオの名門スキークラブ、プイヨン・ヒーヒトセウラ(Puijon Hiihtoseura)に入部した。
1996年11月30日にリレハンメルでスキージャンプ・ワールドカップにデビューし、27位となったのをはじめとして10位台の成績を安定して残し総合20位となった。
1999年ノルディックスキー世界選手権代表となり団体4位、個人ラージヒル30位、個人ノーマルヒル13位となった。
1999年11月28日に地元クオピオでワールドカップ初勝利、このシーズン総合で自己最高位となる6位となった。
自国開催となった2001年ノルディックスキー世界選手権では団体戦ラージヒル、ノーマルヒルともに銀メダル獲得に貢献した。
現役時代を通じて腰痛に悩まされ、2004年、25歳で現役を退いた。ワールドカップ通算2勝（2位2回、3位2回）。
2006-2007シーズンからナショナルチームのワックスマンを務め、また2007年の夏からクオピオでスキージャンプのトレーナーも務めている。
カンテは子供のころから音楽にも親しみ、1992年にはヤルッコ・サープンキとバンドを結成、1997年に名称をThe Kroisos（ザ・クロイソス）と改め、メンバーの入れ替わりを経つつも活動を続けている。